# Olivier Bernard
Olivier Bernard (París, Francia, 14 de octubre de 1979) es un exfutbolista francés, se desempeñaba como lateral izquierdo y se retiró prematuramente en 2007 jugando para el Newcastle United.

## Biografía

### Newcastle United
Bernard llegó al Newcastle United procedente del Olympique de Lyon en el año 2000, estaría en el club de los magpies entre ese año y el 2005, con una breve cesión al Darlington FC en el 2001. Fue el lateral izquierdo titular del Newcastle, completando la banda izquierda junto a su compatriota Laurent Robert. Con la marcha de Sir Bobby Robson en el 2004, la llegada del nuevo entrenador, Graeme Souness, decidió no contar con jugadores como Bernard, Robert o Craig Bellamy.

### Southampton y Rangers
Tras negociaciones con el Newcastle, Bernard rompió su contrato con el club en enero de 2005, firmando un contrato de 5 meses de duración con el Southampton FC, pero con el descenso del club a la Football League Championship, Bernard decidió no renovar su contrato.
Tras dejar Southampton, Bernard se marchó a Escocia firmando con el Glasgow Rangers un contrato de dos años, aunque había tenido ofertas de clubes como el Birmingham City o el Bolton Wanderers. Tras solo una temporada y sin contar para el nuevo entrenador, Bernard se marchó del club.

### Regreso al Newcastle
Bernard regresó a los magpies en septiembre de 2006, tras haber estado a punto de fichar por el Leeds United, aunque la segunda parte no fue muy buena, constantes lesiones y su bajo estado de forma le impidieron disputar ni siquiera un solo partido, en mayo de 2007, el nuevo entrenador, Sam Allardyce, declaró no contar con Bernard, al igual que con el australiano Craig Moore, Titus Bramble y el americano Oguchi Onyewu.

### Retiro
Tras entrenar con el Toronto FC a lo largo de 2008 debido a que allí jugaba su amigo Laurent Robert, se decidió retirar del fútbol debido a sus lesiones.

## Clubes
| Club             | País       | Años        |
| ---------------- | ---------- | ----------- |
| Olympique Lyon   | Francia    | 1998 - 2000 |
| Newcastle United | Inglaterra | 2000 - 2001 |
| Darlington FC    | Inglaterra | 2001        |
| Newcastle United | Inglaterra | 2001 - 2005 |
| Southampton FC   | Inglaterra | 2005        |
| Rangers FC       | Escocia    | 2005 - 2006 |
| Newcastle United | Inglaterra | 2006 - 2007 |

- Datos: Q2497888